# Bahnhof Mitaka
Der Bahnhof Mitaka (jap. 三鷹駅, Mitaka-eki) ist ein Bahnhof auf der japanischen Insel Honshū. Er wird von der Bahngesellschaft JR East betrieben und befindet sich in der Präfektur Tokio auf dem Gebiet der Stadt Tachikawa.

## Verbindungen
Mitaka ist ein Zwischenbahnhof an der Chūō-Hauptlinie von Tokio über Shinjuku nach Shiojiri, deren Gleise identisch mit jenen der Chūō-Schnellbahnlinie (Tokio–Shinjuku–Takao) sind. Ebenso ist Mitaka die westliche Endstation der teilweise parallel dazu verlaufenden Chūō-Sōbu-Linie über Akihabara nach Chiba. Alle drei Linien werden von der Bahngesellschaft JR East betrieben. Zwischen Mitaka und Nakano wird die Chūō-Sōbu-Linie von U-Bahn-Zügen der Gesellschaft Tōkyō Metro mitbenutzt, die zur Tōzai-Linie nach Nishi-Funabashi und Tsudanuma durchgebunden werden.
Im überregionalen Verkehr hält in Mitaka täglich ein Zugpaar des Narita Express (成田エクスプレス), der Takao mit dem Flughafen Tokio-Narita verbindet. Außerdem halten an Wochenenden und Feiertagen drei Schnellzugpaare des Holiday Rapid Okutama von Shinjuku über Tachikawa nach Oku-Tama (bzw. als Holiday Rapid Akigawa nach Musashi-Itsukaichi). Der regionale Verkehr auf der Chūō-Schnellbahnlinie ist sehr dicht und besteht aus einem komplexen System von Eil- und Nahverkehrszügen mit Zugfolgen von wenigen Minuten. Ausgangspunkte sind in der Regel Tokio im Osten sowie Takao und Ōtsuki im Westen. Manche Züge verkehren über Ōtsuki hinaus nach Kawaguchiko oder wechseln in Tachikawa auf die Ōme-Linie.
Der Lokalverkehr durch die inneren Tokioter Vororte östlich von Mitaka wird auf der Chūō-Sōbu-Linie abgewickelt, die über eigene Gleise verfügt und von den beiden anderen Linien betrieblich unabhängig ist. Während der Hauptverkehrszeit beträgt die Zugfolge nur zweieinhalb Minuten, wobei mehrere Züge weiter westwärts nach Musashi-Koganei verkehren und erst dort wenden. Tagsüber werden acht Züge stündlich angeboten. Außer während der morgendlichen Hauptverkehrszeit und am späten Abend verkehren stündlich bis zu fünf U-Bahnen der Tōzai-Linie über die nominelle Endstation Nakano hinaus nach Mitaka.
Sowohl auf dem nördlichen als auch auf dem südlichen Bahnhofsvorplatz stehen große Busterminals mit mehreren Haltestellen. Diese werden von rund 50 Linien der Gesellschaften Kantō Bus, Keiō Dentetsu Bus, Mubus, Odakyū Bus und Seibu Bus sowie des Stadtbusbetriebs Mitaka bedient. Die so genannten Katzenbusse (猫バス Neko basu) fahren zum Museum von Studio Ghibli und sind in Anlehnung an den Anime Mein Nachbar Totoro mit entsprechenden Designs versehen.

## Anlage
Der Bahnhof steht an der Stadtgrenze zwischen Mitaka und Musashino, wobei der Bereich des nördlichen Bahnhofsvorplatzes zum Gebiet der Nachbarstadt gehört. Dort steht seit 1969 die „Statue der Weltföderation des Friedens“ (世界連邦平和像, Sekai Rempō Heiwa-zō) von Kitamura Seibō. Weiterhin lassen sich über den nördlichen Ausgang das Musashino Performing Arts Theatre, der Hiranuma-Garten sowie das Rathaus und weitere öffentliche Gebäude der Stadt Musashino erreichen. Durch den südlichen Ausgang gelangt man zu Einrichtungen der Stadt Mitaka. Dazu gehören das Rathaus, die städtische Kunstgalerie, die Gedenkstätte für Yamamoto Yūzō und das Ghibli-Museum.
Die Anlage ist von Osten nach Westen ausgerichtet und besitzt sieben Gleise, von denen sechs dem Personenverkehr dienen. Diese liegen an drei überdachten Mittelbahnsteigen. Dabei sind die vier Gleise an den beiden nördlichen Bahnsteigen dem Schnell- und Fernverkehr vorbehalten, die zwei Gleise am südlichen Bahnsteig dem Nahverkehr. Ein einzelnes Gleis am Südrand endet von Westen her kommend stumpf und dient als Reserve. Während die Bahnstrecke östlich des Bahnhofs viergleisig ausgebaut ist, verengt sie sich westlich davon auf zwei Gleise. Über die gesamte Anlage spannt sich das Empfangsgebäude in Form eines breiten Reiterbahnhofs. Darüber erhebt sich das Einkaufszentrum Atrevi Mitaka, an dem die Einkaufspassage Dila Mitaka angebaut ist. Beide gehören einer Tochtergesellschaft von JR East. Etwas mehr als einen halben Kilometer westlich des Bahnhofs befindet sich das Betriebswerk Mitaka mit einem großen Abstellbahnhof.
Im Fiskaljahr 2019 nutzten durchschnittlich 98.796 Fahrgäste täglich den Bahnhof.

## Bilder

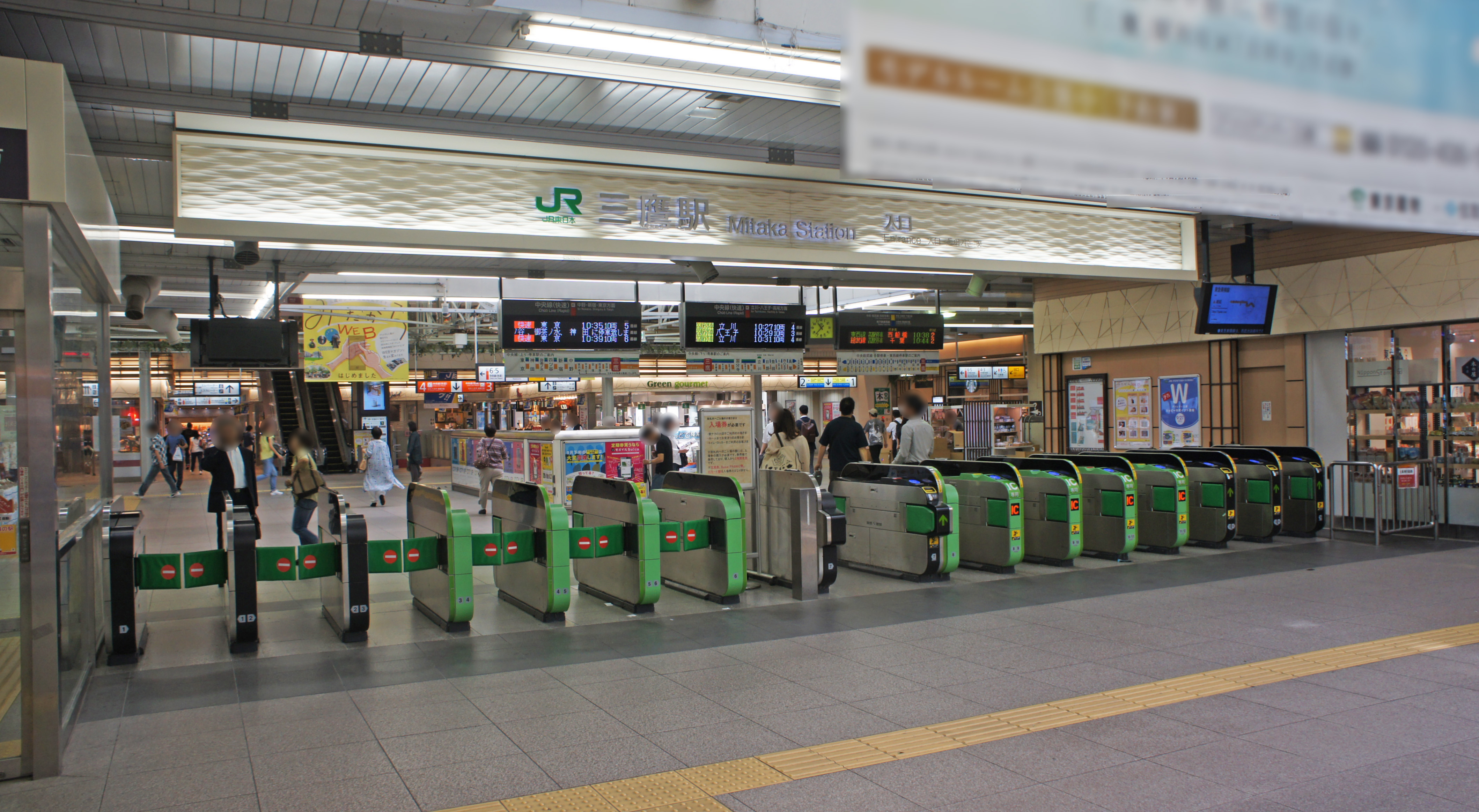
Bahnsteigsperren
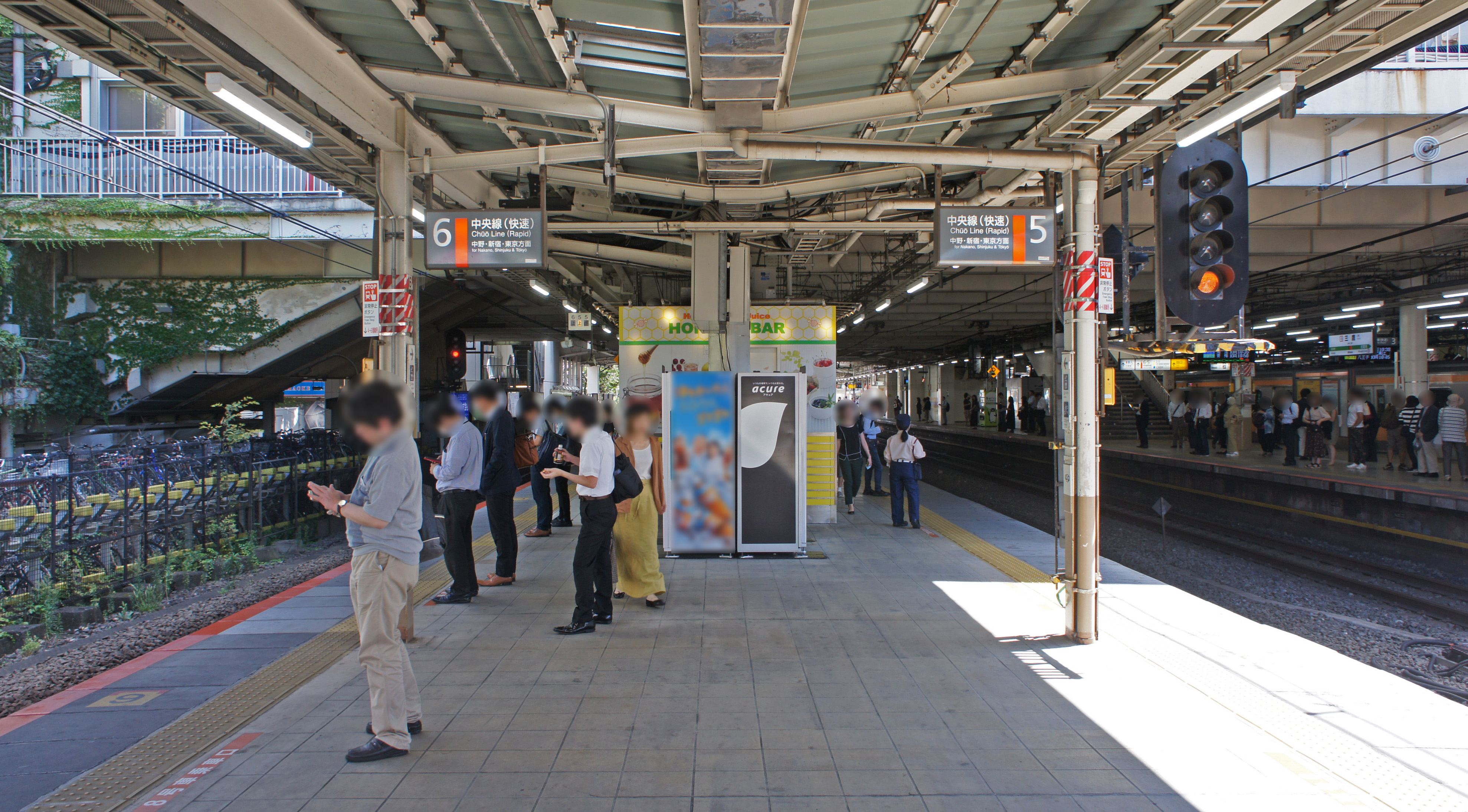
Bahnsteig 5/6
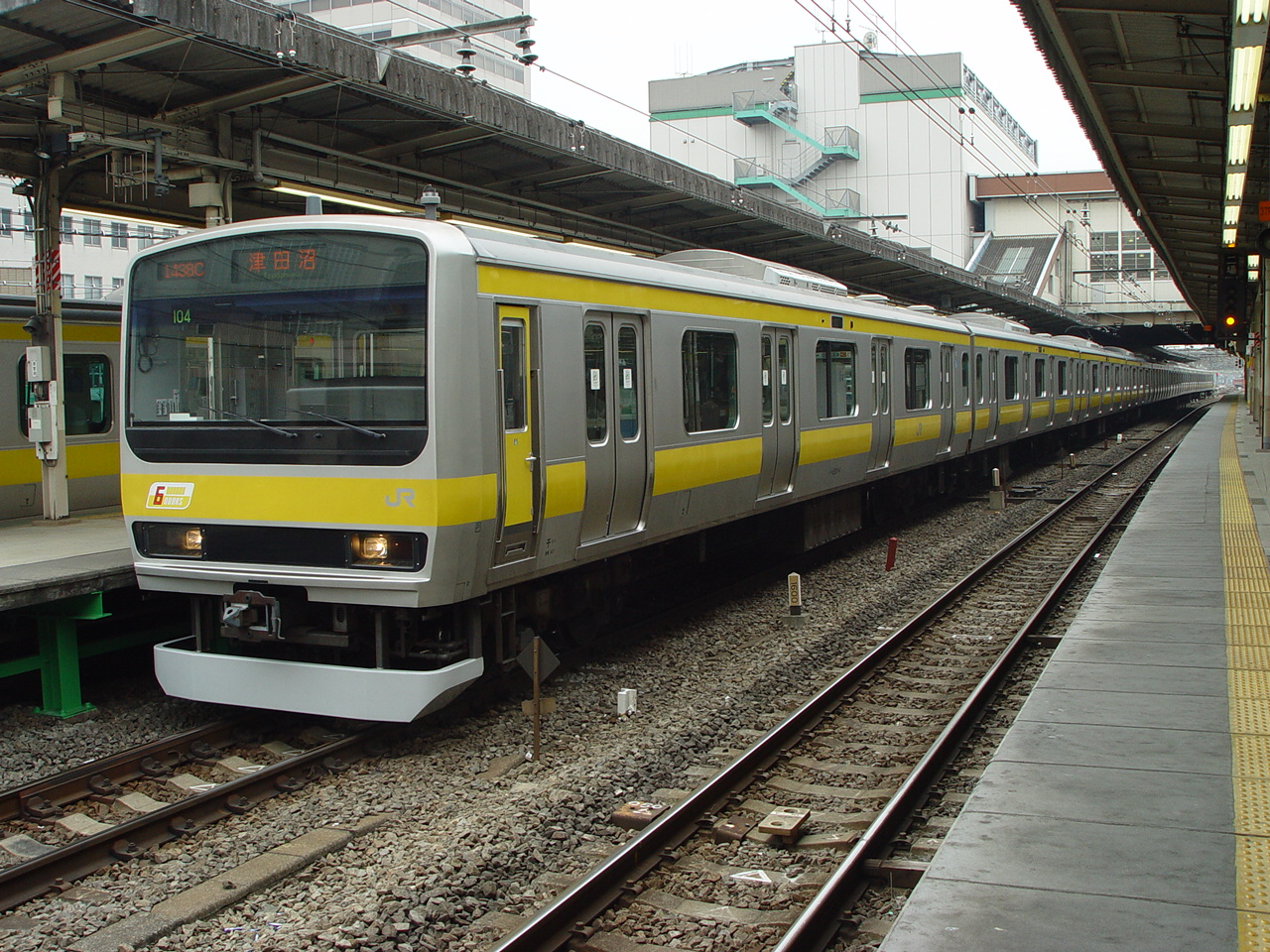
Zug der Chūō-Sobu-Linie im Bahnhof Mitaka
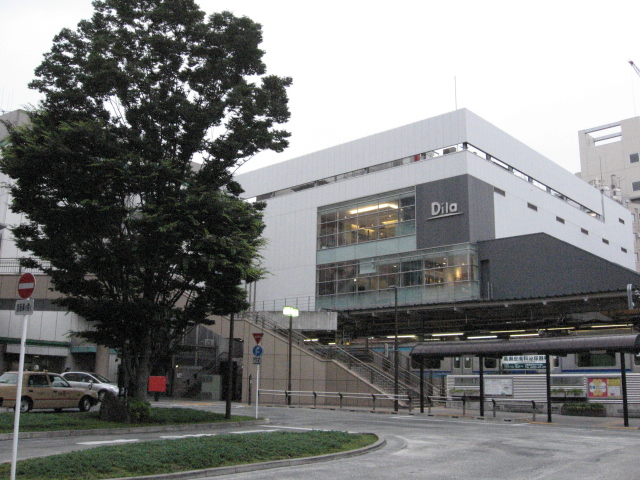
Südliches Empfangsgebäude mit Einkaufszentrum Dila Mitaka

## Gleise
| 1 • 2 | ▉ Chūō-Sōbu-Linie       | Nakano • Shinjuku • Akihabara • Nishi-Funabashi • Chiba                              |
| 1 • 2 | Tōzai-Linie             | durchgebundene Züge nach Nakano • Iidabashi • Ōtemachi • Nishi-Funabashi • Tsudanuma |
| 3 • 4 | ▉ Chūō-Schnellbahnlinie | Tachikawa • Hachiōji • Takao                                                         |
| 5 • 6 | ▉ Chūō-Schnellbahnlinie | Nakano • Shinjuku • Tokio                                                            |

## Linien
| Verlauf der Chūō-Schnellbahnlinie |
| --- |
| Tokyo –Kanda • Ochanomizu • Yotsuya • Shinjuku • Nakano • Kōenji • Asagaya • Ogikubo • Nishi-Ogikubo • Kichijōji • Mitaka • Musashi-Sakai • Higashi-Koganei • Musashi-Koganei • Kokubunji • Nishi-Kokubunji • Kunitachi • Tachikawa • Hino • Toyoda • Hachiōji • Nishi-Hachiōji • Takao |

| Verlauf der Chūō-Schnellbahnlinie |
| --- |
| Chiba • Nishi-Chiba • Inage • Shin-Kemigawa • Makuhari • Makuharihongō • Tsudanuma • Higashi-Funabashi • Funabashi • Nishi-Funabashi • Shimōsa-Nakayama • Moto-Yawata • Ichikawa • Koiwa • Shin-Koiwa • Hirai • Kameido • Kinshichō • Ryōgoku • Asakusabashi • Akihabara • Ochanomizu • Suidōbashi • Iidabashi • Ichigaya • Yotsuya • Shinanomachi • Sendagaya • Yoyogi • Shinjuku • Ōkubo • Higashi-Nakano • Nakano • Kōenji • Asagaya • Ogikubo • Nishi-Ogikubo • Kichijōji • Mitaka |

## Geschichte

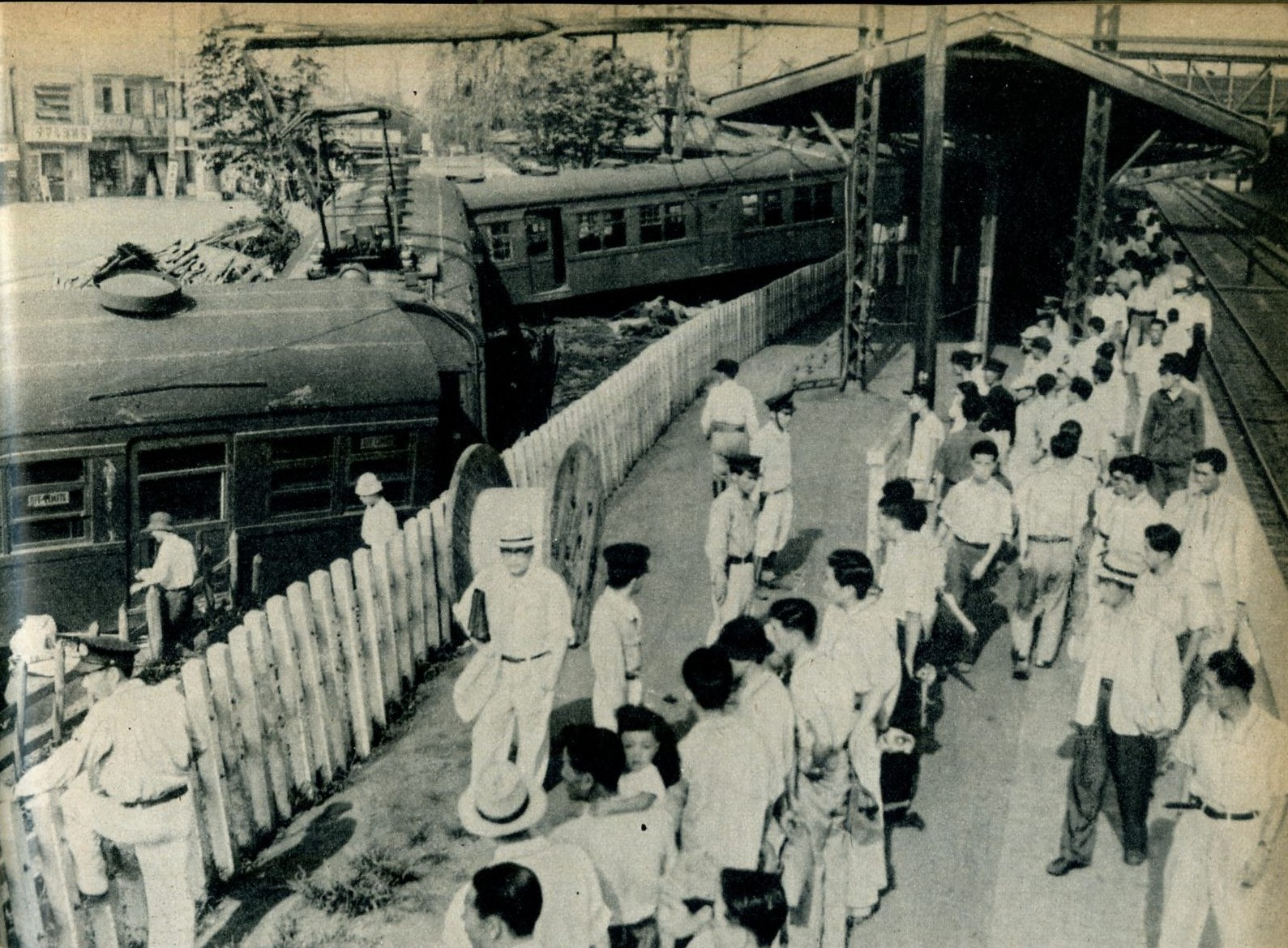
Unfall am 15. Juli 1949

Die Chūō-Hauptlinie war bereits 1889 durch die private Bahngesellschaft Kōbu Tetsudō eröffnet worden, doch fuhren die Züge zunächst dreieinhalb Jahrzehnte lang ohne Halt durch. Drei Monate nachdem das Eisenbahnministerium das Betriebswerk Mitaka in Betrieb genommen hatte, richtete es am 1. September 1929 eine Signalstation ein. Durch weiteren Ausbau entstand ein regulärer Bahnhof, dessen Eröffnung am 25. Juni 1930 stattfand.
Am 15. Juli 1949, zwei Wochen nach der Gründung der Japanischen Staatsbahn, war der Bahnhof der Schauplatz des sogenannten «Mitaka-Vorfalls» (三鷹事件, Mitaka-jiken). Ein unbesetzter Zug fuhr mit hoher Geschwindigkeit auf den Bahnhof zu und erfasste dabei sechs Personen, die unter die Wagen gerieten und ums Leben kamen. Der Zug entgleiste und bohrte sich in die Straße vor dem Bahnhof, wo er weitere 20 Personen verletzte. Dieser schwere Unfall führte zu einem berühmten Strafprozess der japanischen Nachkriegszeit. Die Regierung klagte zehn Personen wegen Sabotage mit Todesfolge an. Sie behauptete, kommunistische Mitglieder der Nationalen Eisenbahnergewerkschaft seien für den Unfall verantwortlich gewesen. Das im Jahr 1955 ergangene Urteil im Strafprozess gegen die zehn Angeklagten endete mit neun Freisprüchen und einem rechtskräftigen Todesurteil. Dieses wurde aber aufgrund des Todes des Verurteilten durch einen Hirntumor nie vollstreckt. Es gab zwei weitere Vorfälle im selben Jahr, die ebenfalls mysteriös blieben: der «Shimoyama-Vorfall» am 6. Juli und der «Matsukawa-Vorfall» am 17. August. Diese drei Ereignisse des Jahres 1949 stehen im Zusammenhang mit der Red Purge.
Von 14. April 1951 bis zum 1. November 1959 betrieb die Staatsbahn eine 3,2 km lange Zweigstrecke von Mitaka zum temporären Musashino-Baseballstadion. In den folgenden Jahren baute sie den Bahnhof markant aus. Dazu gehörten der Ersatz des bisherigen Empfangsgebäudes durch einen Reiterbahnhof und der Ausbau des Streckenabschnitts Ogikubo–Mitaka von zwei auf vier Gleise. Die neuen Anlagen gingen am 6. April 1969 in Betrieb. Im Rahmen der Staatsbahnprivatisierung ging der Bahnhof am 1. April 1987 in den Besitz der neuen Bahngesellschaft JR East über. Die neue Besitzerin begann den Bereich südlich des Bahnhofs zu einem dicht bebauten Geschäftsviertel weiterzuentwickeln. 1993 war das Parkhaus Neocity Mitaka bezugsbereit, 1999 kamen das Hochhaus Crescent City Mitaka und das Einkaufszentrum Atrevi Mitaka hinzu. Am 16. Dezember 2007 war der erste Bauabschnitt des Dila Mitaka abgeschlossen, im April 2008 die zweite Bauetappe.